# MARL
O MARL (Mercado Abastecedor da Região de Lisboa) é um centro de abastecimento de produtos agro-alimentares, onde os vários setores de retalhistas podem encontrar tudo para satisfazer as suas necessidades. O MARL tem como principais vantagens a elevada acessibilidade permitindo uma grande mobilidade ao acesso a este tipo de produtos, por concentrar no mesmo espaço uma grande diversidade de produtos alimentares, pela existência de atividades complementares e de serviços de apoio à atividade grossista e pelas excelentes condições técnicas e comerciais existentes nos diversos pavilhões. Foi aberto a 3 de Junho de 2000 para substituir o bastante velho e pequeno Mercado de Entrecampos.
Em 2018 a SIMAB, entidade que gere a rede nacional de mercados abastecedores, e a “startup” tecnológica “Buyin.pt”, subscreveram um contrato de parceria para a promoção do comércio eletrónico (“e-commerce”) envolvendo todos os seus mercados. Consequência deste acordo, os operadores em mercados da SIMAB (MARL, MARÉ, MARF e MARB) têm acesso privilegiado às plataformas eletrónicas propriedade da “Buyin.pt”: “MercaChefe.pt” e “BuyinPortugal.pt”.

## Localização
Por ficar situado no concelho de Loures, na localidade de São Julião do Tojal, permite a proximidade entre o grande centro de consumo, a cidade de Lisboa bem como as zonas de produção agrícola. Na sua área de abastecimento de Sines a Leiria, encontra-se 38% da população nacional o que se reflecte em 50% do poder de compra do país.

## Produtos
No interior do mercado as diversas empresas grossistas oferecem uma grande diversidade e quantidade de produtos agro-alimentares, desde produtos hortículas, peixe, carne, produtos lácteos a diversos produtos complementares. Tendo sempre como principal cuidado a excelente qualidade com o objetivo de satisfazer os seus clientes e o consumidor final.